# استیو برک (بازیکن فوتبال)
استیو برک (انگلیسی: Steve Burke؛ زادهٔ ۲۹ سپتامبر ۱۹۶۰) بازیکن فوتبال اهل بریتانیا است.
از باشگاه‌هایی که در آن بازی کرده‌است می‌توان به باشگاه فوتبال ناتینگهام فارست، باشگاه فوتبال دونکستر راورز، باشگاه فوتبال کویینز پارک رنجرز، باشگاه فوتبال استوک‌پورت کانتی، باشگاه فوتبال لینکولن سیتی، باشگاه فوتبال میلوال، باشگاه فوتبال برنتفورد، و باشگاه فوتبال نوتس کانتی اشاره کرد.